# 渥美陽子
渥美 陽子（あつみ ようこ、1984年3月12日 - ）は、日本の弁護士。高畑裕太の弁護に際してその容姿に注目が集まり、「弁護士SEXY」「美人弁護士」「コスプレ弁護士」などの愛称で話題となった。本人によれば、被害者を守る役割に徹することを心掛けており、数々の著名事件を手掛けているほか、コスプレやグラビアといった容姿を生かした活動にも積極的に取り組んでいる。あつみ法律事務所代表弁護士、キッズライン社外監査役、大豊建設社外取締役。父親は弁護士の渥美博夫。

## 経歴
1984年3月12日、東京都出身。東久留米市の自由学園で子供時代を過ごした。父親と同じ弁護士を志し、早稲田大学法学部、東京大学法科大学院を経て、2009年に弁護士登録。
弁護士資格の取得後は、当初ファイナンスの仕事をしていたが、祖父と旧知の仲であった村木厚子の無罪判決を弘中惇一郎が勝ち取ったという縁もあり、弘中の事務所に移籍。2016年に著名人の性犯罪容疑の弁護を担当するようになったことから、一躍「美人弁護士」として話題になり、2017年に独立した。その後は、弁護士や関連会社役員、社会保険労務士だけでなく、コスプレ、グラビア、タレント活動など、活動の場を広げている。父親で弁護士の渥美博夫とは仕事上でも提携関係にあり、2020年からは父親の事務所に合流していたが、2023年に「あつみ法律事務所」として再度独立を果たした。

## 実績・評価
2016年に俳優・高畑裕太の強姦致傷容疑事件の代理人を担当し、この事件がきっかけで「あの美人は誰!?」と広く認知されることになった。一方、事件後に「悪質な事件ではなかった」とするコメントをFAXでマスコミへ送付したところ、このコメントが被害者女性の反発を招き、高畑のイメージをさらに悪化させたことで、結果的に高畑をテレビ業界から追放する決定打となったとの評価もある。この件に関して、弁護士の堀井亜生からは「高畑裕太さんを守るという代理人としての目的はあまり達成されていないように思います」、日弁連元会長の宇都宮健児からは「無神経です。非常に配慮を欠く、FAXだと思いますね」などと批判された。
かつて村上ファンド（村上ファンド事件により解散）の代表として知られた投資家の村上世彰とは様々な事件で協力関係にある。渥美は村上の創設した村上財団の理事を務めていたほか、2015年に村上に相場操作の嫌疑がかかった際には代理人を務め、2021年には村上と繋がりのある投資ファンドのシティインデックスイレブンスの代理人に就任した。さらに2023年には、同社がコスモエネルギーホールディングスに対して渥美を社外取締役に選任するよう求めたが、「十分な知識がない」などの理由で拒絶された。なお、理由は明らかにされていないが、2024年12月現在、村上財団の理事一覧から渥美の名前が抹消されている。
2023年より、暇空茜の弁護団としてColaboの公金使途を追及する活動に参画。Colaboに公金を支給した東京都に対する住民訴訟では、弁護団のリーダーを務め、暇空による声明文を法廷で代読した。しかし、2025年4月時点までに主要な9個の事件すべてで暇空がColaboやColabo関係者に敗訴し、暇空は名誉毀損罪と侮辱罪で刑事事件として起訴された。また、これに関連し、暇空と同様にColaboを批判していた新宿区議選候補者の山下ギルド（山下卓人）の代理人を務めたものの、信頼関係の維持が困難になったために辞任し、本人によれば山下からの懲戒請求に至ったという。
このほか、「虐げられた人の盾になる」というキャッチフレーズを用い、被害者を守る役割を自称して、様々な事件に関与している。ご当地アイドルが2018年に自殺したことについて、遺族による名誉毀損が認められた愛の葉Girls事件には、会社側の代理人として携わった。同じく2018年に資産家が死亡し、2021年にその妻が逮捕された紀州のドン・ファン事件では、資産家の遺言書の筆跡について「単に形が似ているとか似ていないというところを超えて、到底同一人物が書いたとは思えない」と主張し、市に対して遺言無効の訴えを起こしたものの、裁判所からは「本人固有の筆跡」と認定され、敗訴した。また、2019年にキッズラインの社外監査役に就任したものの、その後、4年半にわたって届出の確認を怠っていたなどの問題が発覚し、同社は国から補助金返還を要求されることになった。2023年には、太陽光発電事業に関する4億円超の横領事件で起訴された三浦清志（三浦瑠麗の夫だったが、事件後に離婚）の弁護を担当し、無罪を主張したものの、裁判所からは「横領に当たることは明らかだ」と断じられ、懲役6年の実刑判決を受けた。

## 人物
インターネット上や報道関係者の間では容姿が優れていることに注目が集まり、「弁護士SEXY」「美人弁護士」という愛称で各種メディアに取り上げられている。本人は、「美人弁護士」との愛称について、当初は「一般的に見たらブス」等と言われてしまうことから抵抗を覚えていたが、やがて「美人弁護士は私だ」という考えに変わっていったという。
容姿を生かして、本業である弁護活動だけでなくグラビアやテレビ番組にも挑戦しているほか、コスプレを趣味とする「コスプレ弁護士」としても知られており、部下で弁護士の松永成高とともに『涼宮ハルヒの憂鬱』、『鬼滅の刃』、『リコリス・リコイル』などのコスプレを披露している。コスプレについて、法的に著作権侵害が問題となるケースは少ないと話しており、「ユーチューバー弁護士」として、こうした見解をYouTubeで発信している。
コスプレのほかに、趣味として筋トレとサウナを挙げている。また、韓国ドラマにもハマっているという。好きな食べ物はカニとシャインマスカットである。政治への関心も高く、特に自由民主党（裏金問題を受けて党員資格停止中）の西村康稔と立憲民主党の辻元清美の支持者であり、個人名義での献金も行っている。また、弁護士としての仕事を通じて知り合った暇空茜とは、プライベートでも強い絆で結ばれており、2024年東京都知事選挙では、ひまそらあかね名義で立候補した暇空への投票を公言した。

## 出演
- NEWSな2人 芸能人が大激怒! スキャンダルの法律問題 美人弁護士と徹底討論!（2017年12月9日、TBSテレビ）[41]
- お金のモメごと解決します。今すぐ使えるHOW TOマネー（2018年7月20日、フジテレビ）[42]
- アッコにおまかせ!（2019年12月8日、TBSテレビ）[43]
- 0.1%の奇跡! 逆転無罪ミステリー（2020年3月4日、テレビ東京）[44]
- 羽鳥慎一モーニングショー（2023年4月11日、テレビ朝日）[45]